# Fredrik av Wied
Fredrik av Wied Wilhelm Friedrich Hermann Otto,  född 27 juni 1872 död 18 juni 1945, var furste av Wied, son till Wilhelm av Wied (1845-1907) och hans maka Marie av Nederländerna (1841-1910), dotter till Fredrik av Nederländerna.
Gift sedan 1898 med Pauline av Württemberg (1877-1965), dotter till Vilhelm II av Württemberg. 

## Barn
- Hermann av Wied, arvprins av Wied (1899-1941); gift 1930 med Maria Antonia zu Stolberg-Wernigerode (1909-2003)
- Dietrich av Wied (1901-1976); gift 1928 med grevinnan Julie Grote (1902-1988)